# Медаља за заслуге
Медаља за заслуге јесте одликовање Републике Србије. Има два степена: златна и сребрна медаља. Додељује се за изузетне заслуге и постигнуте резултате у свим областима живота и рада.

## Опис медаље
Медаља је округла, пречника 40 милиметара. Израђена је ковањем у хладном стању од сребра финоће 925/1000, са галванско-декоративном заштитом. Златна медаља је израђена од позлаћеног сребра.
На лицу медаље је фигура девојке у народној ношњи (алегоријска фигура Србије), која у десној руци држи победнички ловоров венац, а у левој сноп палминог лишћа, симбол мира. Медаља по ободу круга има орнамент у облику рељефне плетенице која се појављује на нашој средњовековној архитектури. На наличју медаље налази се венац од ловорове и храстове гране, доле увезан машном, а горе отворен, са девизом одликовања: „ЗА ЗАСЛУГЕ” између гранчица. У средини поља је Велики грб Републике Србије.
Врпца за медаљу израђена је од плаве моариране свиле, у виду равностраног троугла, чије су стране дугачке 50 милиметара. При дну је закачка о којој виси медаља.
Врпце – заменице израђене су од плаве моариране свиле ширине 36 милиметара, са једном ивичном златном усправном пругом за златну медаљу, а за сребрну медаљу са једном сребрном ивичном пругом ширине по 4 милиметара.
Медаља се носи на левој страни груди.

## Добитници
- Мирко Ковачевић[2]
- Џони Деп (2022)[3]
- Лепа Лукић[4]